# Národní park Great Basin
Národní park Great Basin (anglicky Great Basin National Park, česky Národní park Velká pánev) je jeden z menších a méně navštěvovaných národních parků ve Spojených státech amerických. Leží na východě Nevady, v suché a hornaté oblasti Velké pánve. Národní park Great Basin se nachází v okolí druhého nejvyšší hory Nevady Wheeler Peaku (3 982 m). Rostou zde borovice dlouhověké (Pinus longaeva), nejstarší známé rostliny na Zemi.

## Geografie
Národní park leží v pohoří Snake Range, v okolí hory Wheeler Peak. Západně se nachází pohoří Schell Creek Range, severovýchodně se rozkládá Velké solné jezero, východně pohoří Wasatch Range a přibližně 350 km jižně leží město Las Vegas a 350 km jihovýchodně oblast Velkého kaňonu.

## Flora
Park vystupuje ze suché, pouštní plošiny Velké pánve a vytváří "ostrov" zelené krajiny. Rostou zde borovice těžké, smrky Engelmannovy, jedle ojíněné a horské mahagonovníky. Nachází se zde horská jezera (Stella, Teresa Lake), potoky (Snake Creek), alpínské louky a subalpínský les. Nejvyšší vrcholky hor bývají až do léta zasněžené, na vrcholu Wheeler Peaku se nachází ledovec. V těchto náročných klimatických podmínkách (nízké teploty, vysoká nadmořská výška, vítr, okolní pouštní krajina Velké pánve) se dochovaly nejstarší nenaklonované rostliny na Zemi - borovice dlouhověké. Stáří některých stromů se pohybuje od tří tisíc do pěti tisíc let.

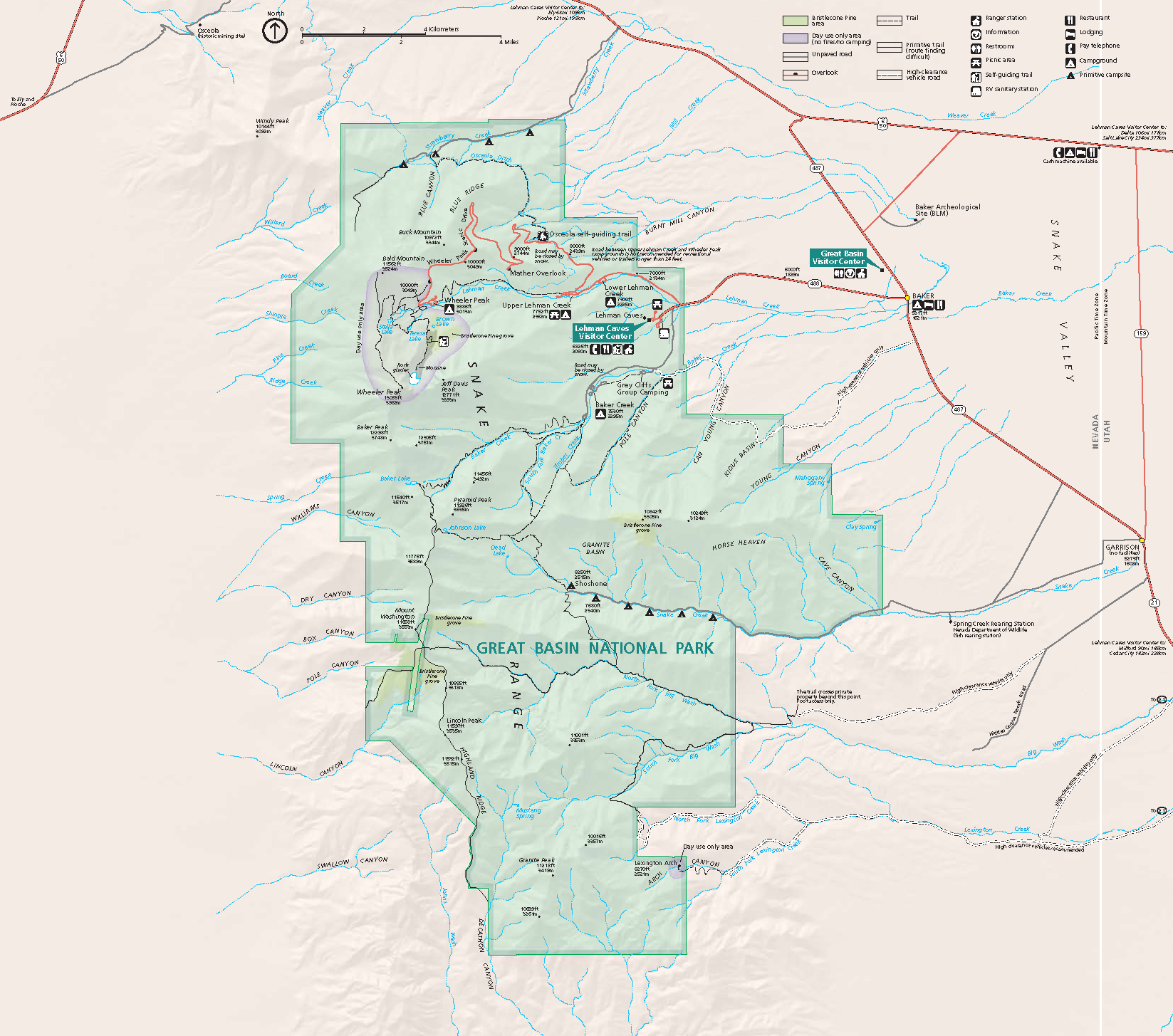
Mapa národního parku